# Mary J. Blige
Mary Jane Blige (nevének kiejtése / blaɪdʒ /) (Bronx, New York, USA, 1971. január 11. –) kilencszeres Grammy- és Primetime Emmy-díjas amerikai énekes-dalszerző, zenei producer és színésznő. 6 Grammy-díjas, ő az egyetlen művész, aki R & B, Rap, Pop & Gospel kategóriában is díjat kapott. Emellett 4 American Music Awards díja van. Blige nyolc platina lemezt készített.

## Élete
Blige Bronxban, New Yorkban született. Szülei Cora (született 1940) nővér, és Thomas Blige (1939-2007), jazz zenész második gyermekeként, három testvére van. Apja tanította énekelni. Amikor Blige négyéves volt apja elhagyta a családot. Ötéves korában pedig molesztálta őt a család barátja.
Blige fiatal éveit Richmond Hillben, Georgiában töltöttel, ahol a pünkösdi gyülekezetben énekelt. Később Yonkersbe, New Yorkba költözött, ahol édesanyjával, idősebb nővérével, öt unokatestvérével és két nagynénjével élt. Itt a Roosevelt High Schoolba járt de a tizenegyedik évet már nem fejezte be.

## Magánélete
A '90-es évek elején, Blige az énekes K-Ci-vel járt. A kapcsolatnak 1997-ben lett vége. 2000-ben találkozott a zeneipar vezetővel, Martin Kendu Isaacs-szal (más néven "Kendu"val), aki később az énekesnő menedzsere lett. 2003. december 7-én házasodtak össze egy kis ünnepség keretében, ahova 50 fő volt hivatalos.
Már 2016-tól külön élnek de csak 2018-ban mondták ki hivatalosan a válást.

## Diszkográfia
- 1992 – What's the 411?
- 1994 – My Life
- 1997 – Share My World
- 1999 – Mary
- 2001 – No More Drama
- 2003 – Love & Life
- 2005 – The Breakthrough
- 2007 – Growing Pains
- 2009 – Stronger with Each Tear
- 2011 – TBA

## Turnék
- Share My World Tour (1998)
- The Mary Show Tour (2000)
- No More Drama Tour (2002)
- Love & Life Tour (2004)
- The Breakthrough Experience Tour (2006)
- Heart of the City Tour (with Jay-Z) (2008)
- Growing Pains European Tour (2008)
- Love Soul Tour (2008)
- Music Saved My Life Tour (2010–11)

## Filmográfia
| Film | Film                        | Film                          | Film               | Film                                      |
| Év   | Film & Televízió Magyar cím | Film & Televízió Eredeti cím  | Szerep             | Megjegyzés                                |
| ---- | --------------------------- | ----------------------------- | ------------------ | ----------------------------------------- |
| 1998 |                             | The Jamie Foxx Show           | Ola Mae            | "Papa Don't Preach" (14. epizód, 2. évad) |
| 2001 |                             | Angel: One More Road to Cross | Guardian Angel     |                                           |
| 2001 |                             | Prison Song                   | Mrs. Butler        | főszerep                                  |
| 2001 |                             | Strong Medicine               | Simone Fellows     | "History" (4. epizód, 2. évad)            |
| 2007 | Szellemekkel suttogó        | Ghost Whisperer               | Jackie Boyd        | "Mean Ghost" (15. epizód, 2. évad)        |
| 2009 |                             | I Can Do Bad All By Myself    | Tanya              |                                           |
| 2009 |                             | 30 Rock                       | önmaga             | vendég                                    |
| 2010 | American Idol               | American Idol                 | vendég bíró/önmaga |                                           |